# 夏尔曼·丽德
夏尔曼·丽德（德語：Charmaine Reid，1973年11月3日—），加拿大女子羽毛球運動員。

## 簡歷
2004年，夏尔曼·丽德代表加拿大參加雅典舉行的夏季奧林匹克運動會羽毛球比賽。她先在單打賽事負於韓國的全在娟，32強出局，後夥拍Helen Nichol出戰女雙賽事，在32強以0比2（0-15、10-15）負於中華台北的程文欣/簡毓瑾出局。

## 主要比賽成績
只列出曾進入準決賽的國際賽事成績：
| 年份   | 賽事                   | 公開賽級別 | 項目     | 拍檔            | 成績   |
| ------ | ---------------------- | ---------- | -------- | --------------- | ------ |
| 1997年 | 泛美洲羽毛球錦標賽     | 其他       | 女子單打 | －              | 季軍   |
| 2001年 | 泛美洲羽毛球錦標賽     | 其他       | 女子單打 | －              | 季軍   |
| 2001年 | 泛美洲羽毛球錦標賽     | 其他       | 女子雙打 | Jody Patrick    | 亞軍   |
| 2005年 | 泛美洲羽毛球錦標賽     | 其他       | 女子單打 | －              | 冠軍   |
| 2005年 | 泛美洲羽毛球錦標賽     | 其他       | 女子雙打 | Helen Nichol    | 冠軍   |
| 2007年 | 泛美洲羽毛球錦標賽     | 其他       | 女子單打 | －              | 季軍   |
| 2007年 | 泛美洲羽毛球錦標賽     | 其他       | 女子雙打 | Fiona Mckee     | 冠軍   |
| 2007年 | 泛美運動會羽毛球比賽   | 其他       | 女子單打 | －              | 亞軍   |
| 2007年 | 泛美運動會羽毛球比賽   | 其他       | 女子雙打 | Fiona Mckee     | 亞軍   |
| 2008年 | 羅馬尼亞羽毛球國際賽   | 國際系列賽 | 女子雙打 | Fiona Mckee     | 準決賽 |
| 2008年 | 美國羽毛球大獎賽       | 大獎賽     | 女子雙打 | 尼克尔·格蕾瑟   | 準決賽 |
| 2008年 | 中國羽毛球大師賽       | 超級賽     | 女子雙打 | 尼克尔·格蕾瑟   | 準決賽 |
| 2009年 | 奧地利羽毛球國際挑戰賽 | 國際挑戰賽 | 女子雙打 | 尼克尔·格蕾瑟   | 準決賽 |
| 2009年 | 美國羽毛球大獎賽       | 大獎賽     | 女子雙打 | 尼克尔·格蕾瑟   | 準決賽 |
| 2009年 | 保加利亞羽毛球國際賽   | 國際挑戰賽 | 女子雙打 | 尼克尔·格蕾瑟   | 亞軍   |
| 2010年 | 克羅地亞羽毛球國際賽   | 國際系列賽 | 女子雙打 | 尼克尔·格蕾瑟   | 冠軍   |
| 2010年 | 秘魯羽毛球國際賽       | 國際挑戰賽 | 女子雙打 | 尼克尔·格蕾瑟   | 冠軍   |
| 2010年 | 加拿大羽毛球國際挑戰賽 | 國際挑戰賽 | 女子單打 | －              | 準決賽 |
| 2010年 | 加拿大羽毛球國際挑戰賽 | 國際挑戰賽 | 女子雙打 | 尼克尔·格蕾瑟   | 冠軍   |
| 2010年 | 巴西羽毛球國際賽       | 國際挑戰賽 | 女子雙打 | 尼克尔·格蕾瑟   | 準決賽 |
| 2010年 | 泛美洲羽毛球錦標賽     | 其他       | 混合團體 | －              | 冠軍   |
| 2010年 | 聖多明哥羽毛球公開賽   | 國際系列賽 | 女子雙打 | 尼克尔·格蕾瑟   | 冠軍   |
| 2011年 | 伊朗羽毛球國際挑戰賽   | 國際挑戰賽 | 女子雙打 | 尼克尔·格蕾瑟   | 亞軍   |
| 2011年 | 秘魯羽毛球國際賽       | 國際挑戰賽 | 女子雙打 | 尼克尔·格蕾瑟   | 準決賽 |
| 2011年 | 西班牙羽毛球公開賽     | 國際挑戰賽 | 女子雙打 | 尼克尔·格蕾瑟   | 亞軍   |
| 2011年 | 捷克羽毛球國際賽       | 國際挑戰賽 | 女子雙打 | 尼克尔·格蕾瑟   | 亞軍   |
| 2011年 | 保加利亞羽毛球國際賽   | 國際挑戰賽 | 女子雙打 | 尼克尔·格蕾瑟   | 準決賽 |
| 2011年 | 加拿大羽毛球國際挑戰賽 | 國際挑戰賽 | 女子雙打 | 尼克尔·格蕾瑟   | 亞軍   |
| 2012年 | 伊朗羽毛球國際挑戰賽   | 國際挑戰賽 | 女子雙打 | 尼克尔·格蕾瑟   | 準決賽 |
| 2012年 | 波蘭羽毛球國際賽       | 國際挑戰賽 | 女子雙打 | 尼克尔·格蕾瑟   | 準決賽 |
| 2012年 | 秘魯羽毛球國際賽       | 國際挑戰賽 | 女子雙打 | 尼克尔·格蕾瑟   | 亞軍   |
| 2012年 | 大溪地羽毛球國際挑戰賽 | 國際挑戰賽 | 女子雙打 | 尼克尔·格蕾瑟   | 準決賽 |
| 2012年 | 巴西羽毛球國際賽       | 國際挑戰賽 | 女子雙打 | 尼克尔·格蕾瑟   | 冠軍   |
| 2012年 | 巴西羽毛球國際賽       | 國際挑戰賽 | 混合雙打 | 阿利斯泰尔·凯西 | 準決賽 |
| 2013年 | 伊朗羽毛球國際挑戰賽   | 國際挑戰賽 | 女子雙打 | 尼克尔·格蕾瑟   | 亞軍   |
| 2013年 | 秘魯羽毛球國際賽       | 國際挑戰賽 | 女子雙打 | 尼克尔·格蕾瑟   | 準決賽 |
| 2013年 | 大溪地羽毛球國際挑戰賽 | 國際挑戰賽 | 女子雙打 | 尼克尔·格蕾瑟   | 冠軍   |
| 2013年 | 巴西羽毛球國際賽       | 國際挑戰賽 | 女子單打 | －              | 準決賽 |
| 2013年 | 巴西羽毛球國際賽       | 國際挑戰賽 | 女子雙打 | 尼克尔·格蕾瑟   | 冠軍   |
| 2013年 | 美國羽毛球國際賽       | 國際挑戰賽 | 女子雙打 | 尼克尔·格蕾瑟   | 準決賽 |
| 2014年 | 秘魯羽毛球國際賽       | 國際挑戰賽 | 女子雙打 | 尼克尔·格蕾瑟   | 亞軍   |
| 2014年 | 危地馬拉羽毛球國際賽   | 國際挑戰賽 | 女子雙打 | 尼克尔·格蕾瑟   | 準決賽 |
| 2014年 | 巴西羽毛球國際賽       | 國際挑戰賽 | 女子雙打 | 尼克尔·格蕾瑟   | 亞軍   |

| 2007-2017年 | 首要超級賽 | 超級賽 | 黃金大獎賽 | 大獎賽 | 國際挑戰賽 | 國際系列賽 | 未來系列賽 | 其他 |

| 2018-2026年 | 總決賽 | 超級1000賽 | 超級750賽 | 超級500賽 | 超級300賽 | 超級100賽 | 國際挑戰賽 | 國際系列賽 | 未來系列賽 | 其他 |

### 奧運會和世錦賽參賽紀錄
|          | 搭檔         | 2003 | 2004 | 2005 | 2006 | 2007 | 2008 | 2009       | 2010 | 2011 |
| -------- | ------------ | ---- | ---- | ---- | ---- | ---- | ---- | ---------- | ---- | ---- |
| 女子單打 | －           | 64強 | 32強 | 32強 | 64強 | 32強 | －   | 64強(退賽) | 32強 | 48強 |
|          |              |      |      |      |      |      |      |            |      |      |
| 女子雙打 | Helen Nichol | －   | 32強 | 32強 | －   | －   | －   | －         | －   | －   |
| 女子雙打 | Fiona McKee  | －   | －   | －   | －   | 48強 | －   | －         | －   | －   |